# Hartlip
Hartlip is een civil parish in het bestuurlijke gebied Swale, in het Engelse graafschap Kent met 743 inwoners.

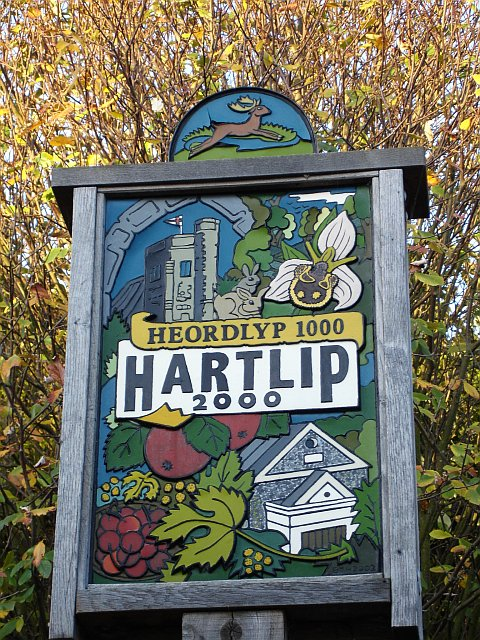
Hartlip